# Bystævne
Et bystævne var en samling af landsbyens gårdmænd. 
Når oldermanden blæste én gang i byhornet og fattede oldermandsstaven med de mange hak, der markerede tvister og aftaler mellem byens "gårdmænd", samledes de til stævne. Blæste han to gange, var det tegn på ildløs, og alle skulle hjælpe til med at slukke branden. 
Samledes betød ikke, at de skulle sætte sig på kolde, hårde kampesten rundt om et ege- eller lindetræ, som det langt senere er afbildet. De sad snarere i en varm stue. Eller i kirkens våbenhus
De mange rundkredse af sten, som ses i mange landsbyer som fx Birkum eller Davinde på Fyn, er et falsum. Stenene er stillet op 30-40 år efter Udskiftningen- en gang i attenhundredetallet – til minde om en svunden tid og det hyggelige fællesskab, som mange savnede. (Kilde: Porsmose: Danske Landsbyer,) 
Anpart i landsbyens rettigheder og pligter tilkom gårdmændene eller granderne, uanset om de var ejere eller fæstere. De kunne træffe lovlige beslutninger, når de var forsamlede til grande- eller bystævne under oldermandens ledelse. 
Uden for fællesskabet, men underkastet dets beslutninger, stod de jordløse landsbyboere: husmænd, inderster, tjenestefolk, aftægtsfolk, fattige, børn og unge samt alle kvinder med undtagelse af enker, der havde overtaget fæstet på gården efter manden.
Ordningen med vider og vedtægter og bystævne indebar, at landsbyernes beboere skulle løse indre tvister uden indblanding fra domstole eller andre myndigheder. Gårdmændene forsamlede til bystævne kunne virke som domstol og idømme straffe, oftest som bøder i form af øl.